# San Antonio (San Luis Potosí)
San Antonio (San Luis Potosí) é um município do estado de San Luis Potosí, no México.